# Marbäck, Aneby kommun

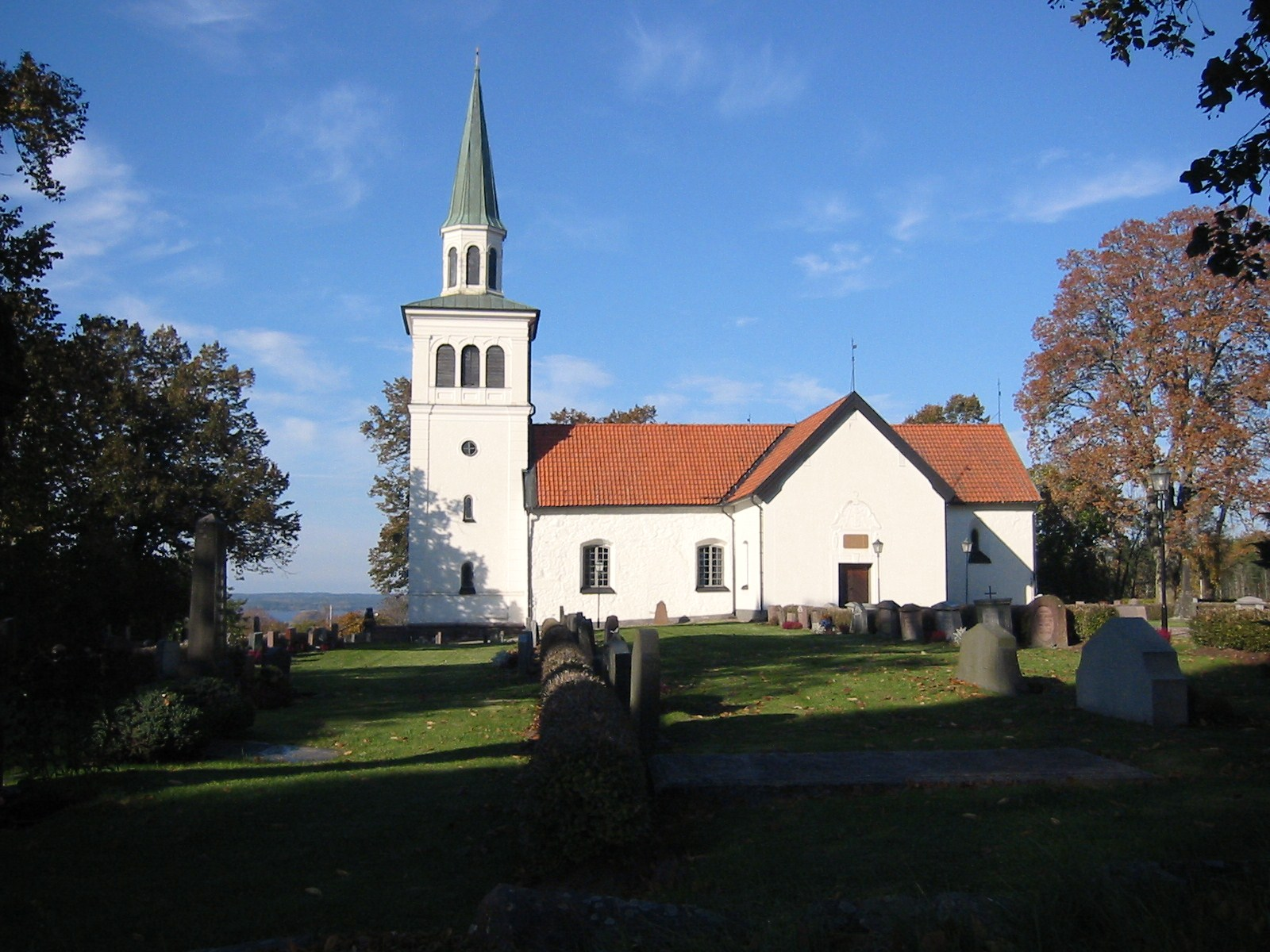
Marbäcks kyrka

Marbäck en ort i Aneby kommun i Jönköpings län, kyrkby i Marbäcks socken, som ligger nordost om Aneby.
I byn ligger Marbäcks kyrka. 